# Condado de Real
O Condado de Real é um dos 254 condados do estado norte-americano do Texas. A sede do condado é Leakey, e sua maior cidade é Leakey.
O condado possui uma área de 1 813 km² (dos quais 0 km² estão cobertos por água), uma população de 3 047 habitantes, e uma densidade populacional de 2 hab/km² (segundo o censo nacional de 2000).
O condado foi criado em 1913.